# Amara communis
Amara communis es una especie de escarabajo del género Amara de la familia Carabidae. Es originaria de Europa, Asia. Ha llegado a Norteamérica.

## Descripción
Amara communis tiene de 6-8 mm de largo. Los lados son curvos , de modo que el escarabajo tiene un aspecto ovalado Las antenas son oscuras, con las primeras articulaciones  brillantes. Las patas son sólidas y brillantes, pero con una mancha oscura en la mitad del muslo (fémur). 

## Estilo de vida
Amara communis viven en las praderas de pastos y en bosques amplios. Se procrean en primavera.

## Sinonimia
- Carabus communis
- Amara aemiliana
- Amara alpicola
- Amara aubryi
- Amara makolskii
- Amara manevali
- Amara pseudocommunis
- Amara pulpani